# Дуванский сельсовет
Дуванский сельсовет — муниципальное образование в Дуванском районе Башкортостана. Код ОКАТО 80223807000. Почтовый индекс 452534.
Согласно «Закону о границах, статусе и административных центрах муниципальных образований в Республике Башкортостан» имеет статус сельского поселения. В 2008 году объединён с сельским поселением Калмашевский сельсовет.
Административный центр — село Дуван. Адрес администрации: 452534, Республика Башкортостан, Дуванский район, с. Дуван

## Население
| 2002  | 2010  | 2012  | 2013  | 2014  | 2015  | 2016  |
| ----- | ----- | ----- | ----- | ----- | ----- | ----- |
| 4649  | ↘4459 | ↘4293 | ↘4184 | ↘4098 | ↘4002 | ↘3935 |
| 2017  |       |       |       |       |       |       |
| ↗4063 |       |       |       |       |       |       |

## Населённые пункты
- с. Дуван,
- д. Кутрасовка,
- с. Чертан,
- с. Калмаш,
- д. Бурцевка,
- д. Греховка,
- д. Комсомольский,
- д. Октябрьский,
- д. Потаповка,
- с. Сафоновка.

## История
Закон Республики Башкортостан от 19.11.2008 г. № 49-З «Об изменениях в административно-территориальном устройстве Республики Башкортостан в связи с объединением отдельных сельсоветов и передачей населённых пунктов», ст.1 п. 19) а) гласит:

 "Внести следующие изменения в административно-территориальное устройство Республики Башкортостан:
 по Дуванскому району:

:
объединить Дуванский и Калмашевский сельсоветы с сохранением наименования «Дуванский» с административным центром в селе Дуван.
Включить сёла Калмаш, Сафоновка, деревни Бурцевка, Комсомольский, Октябрьский, Потаповка Калмашевского сельсовета в состав Дуванского сельсовета.

Утвердить границы Дуванского сельсовета согласно представленной схематической карте.

Исключить из учётных данных Калмашевский сельсовет